# 오사카 유신회

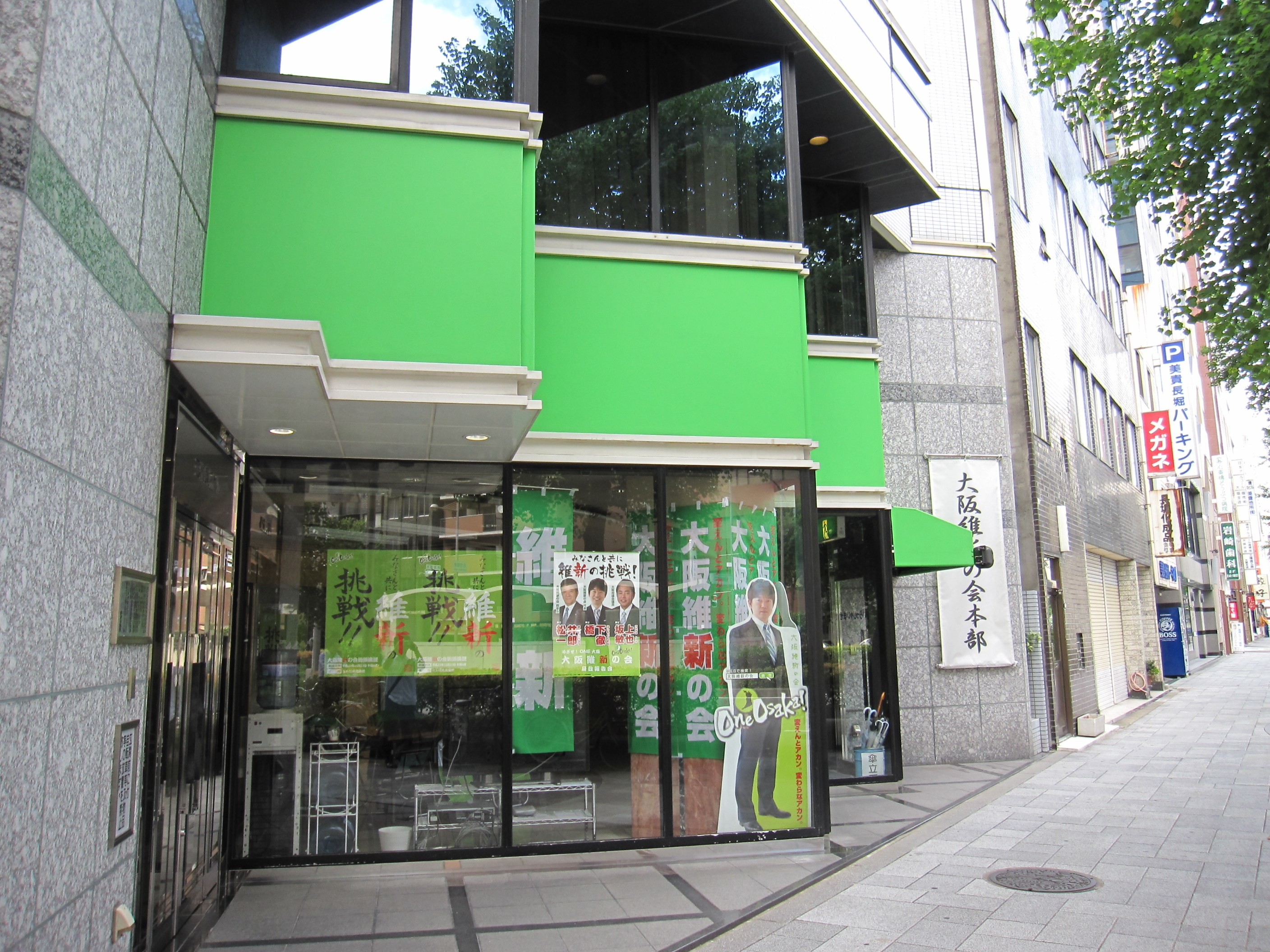
오사카 유신회 본부

오사카 유신회(일본어: 大阪維新の会, Osaka Restoration Association)는 일본 오사카부를 기반으로 하는 정치 단체로, 대표는 오사카 시장 마쓰이 이치로이다.

## 역사
이 단체는 2010년 4월에 오사카 부지사 하시모토 도루를 대표로, 보수 성향의 오사카 부의회 의원, 오사카 시의회 의원을 중심으로 한 지방 의원이 모인 정치 단체이다. 법률상 정치인 개인의 ‘후원회’(일본어: 後援会)와 같은 〈그 외의 정치 단체〉이기 때문에 기성 정당의 당원이라도 가입할 수 있다.
단체 결성 이후 치른 첫 선거 (시의원 보궐 선거, 2011년 4월) 에서는 오사카 부 의회 전체 의석 109개 중 57개, 오사카 시 의회 전체 의석 86개 중 33개, 사카이 시 의회 전체 의석 52개 중 13개를 차지하며 약진하였다.
이 단체가 추진하는 주요 정책은 오사카도 구상의 실현, 오사카 시의 외곽단체 삭감이다.
2011년 6월, 오사카 부의회 본회의에서 기미가요 제창 조례안이 이 단체 의원을 중심으로 통과된 바 있다. 2012년 9월 12일 오사카 유신회 당원들을 중심으로 일본유신회가 창당되었다.

## 같이 보기
- 일본유신회